# Wolfgang Haller (Schauspieler)
Wolfgang Haller (* 20. Juli 1924 in Hamburg; † 23. Juli 1994) war ein deutscher Schauspieler und Theaterregisseur.

## Leben und Wirken
Wolfgang Haller machte sein Abitur in Hamburg. Während des Zweiten Weltkrieges geriet er an der Ostfront in russische Kriegsgefangenschaft. Seine erste Verpflichtung als Schauspieler hatte er in der Spielzeit 1950/51 am Stadttheater Hildesheim. Zwischen 1951 und 1960 war er auch als Regisseur am Luzerner Theater tätig und wirkte als Schauspieler und Spielleiter am Theater am Roßmarkt in Frankfurt am Main (1956–1959). Mehrfach war er in diesen Funktionen auch bei den Deutschen Kammerspielen in Santiago de Chile tätig (1955, 1959–1963 und 1969–1971). Weiterhin gastierte er am Deutschen Schauspielhaus in Hamburg (1960/61), dem Schauspielhaus Zürich, dem Sommertheater Winterthur und erneut am Frankfurter Theater am Roßmarkt. Nach 1962 unternahm er an der Seite seiner Ehefrau, der Schweizer Schauspielerin Sylvia Denzler, etliche Gasttourneen durch Europa, Afrika, Amerika und Asien, wo er in Soloprogrammen unter der Regie von Denzler in Bearbeitungen von Dramen oder Romanen wie beispielsweise Stiller von Max Frisch, Erich Kästners Fabian und die Sittenrichter oder Bekenntnisse des Hochstaplers Felix Krull nach Thomas Mann auftrat. Zwischen 1959 und 1972 hatte Wolfgang Haller auch einige Rollen in deutschen Fernsehserien und Fernsehfilmen.

## Filmografie (Auswahl)
- 1959–1960: Nachsitzen für Erwachsene (Fernsehserie)
- 1971: Klassenkampf (Fernsehfilm)
- 1971: Geschäfte mit Plückhahn (Fernsehfilm)
- 1972: Hoopers letzte Jagd (Fernseh-Miniserie)
- 1972: Hamburg Transit (Fernsehserie, 1 Folge)

## Weblink
- Wolfgang Haller bei IMDb

| Personendaten    | Personendaten                        |
| ---------------- | ------------------------------------ |
| NAME             | Haller, Wolfgang                     |
| KURZBESCHREIBUNG | deutscher Schauspieler und Regisseur |
| GEBURTSDATUM     | 20. Juli 1924                        |
| GEBURTSORT       | Hamburg                              |
| STERBEDATUM      | 23. Juli 1994                        |